# Straelener Atriumsgespräch

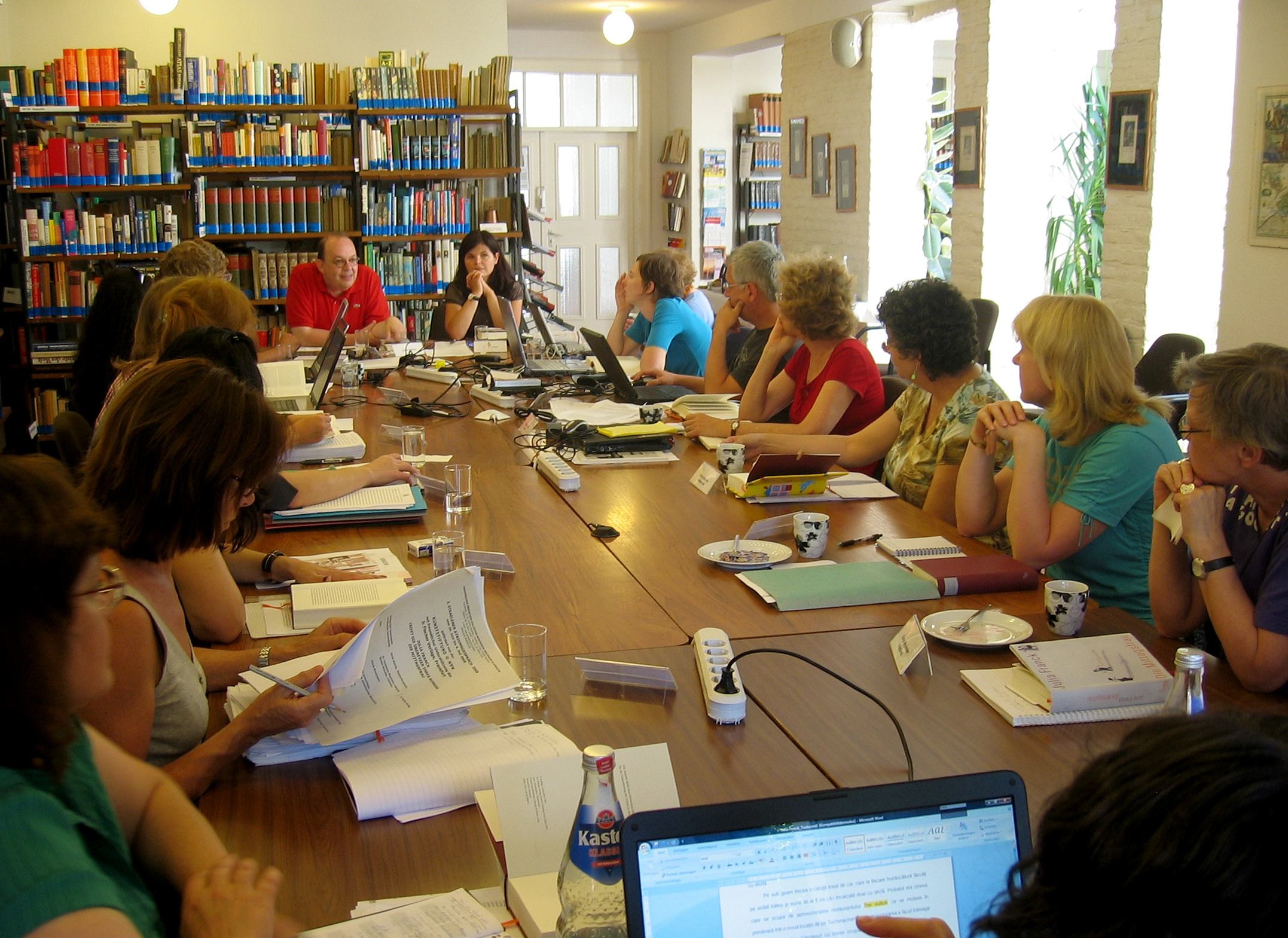
2. Straelener Atriumsgespräch mit Julia Franck und ihren Übersetzern

Die Straelener Atriumsgespräche der Kunststiftung NRW sind eine internationale Veranstaltungsreihe zur Problematik und Verbesserung von Literaturübersetzungen.

## Einrichtung
Die Gespräche wurden in Kooperation mit der Kunststiftung NRW durch das Europäische Übersetzer-Kollegium im Dezember 2007 initiiert. Dabei arbeiten ein- oder zweimal jährlich herausragende deutschsprachige Autorinnen und Autoren jeweils über mehrere Tage mit ihren ausländischen Übersetzerinnen und Übersetzern am aktuellen Werk.

## Ziele
Viele Bücher stellen Literaturübersetzer vor derart spezifische sprachliche und sachliche Probleme, dass sie idealerweise nur im direkten Kontakt mit der Autorin oder dem Autor wirklich adäquat übersetzt werden können. Die Kunststiftung NRW möchte mit diesem besonderen Projekt die künstlerische Arbeit von Literaturübersetzerinnen und Literaturübersetzern würdigen und unterstützen und dazu beitragen, Fehler und Missverständnisse im Sprach- und Kulturtransfer zu vermeiden; darüber hinaus soll die Rezeption deutschsprachiger Literatur im Ausland gefördert und generell die Qualität übersetzter Literatur gesteigert werden.

## Die „Straelener Atriumsgespräche der Kunststiftung NRW“
1. mit Feridun Zaimoglu (5. bis 8. Dezember 2007)[1][2]
2. mit Julia Franck (30. Juni bis 4. Juli 2008)[3][4]
3. mit Ingo Schulze (4. bis 8. Mai 2009)[5][6]
4. mit Uwe Tellkamp (30. August bis 4. September 2009)[7][8]
5. mit Juli Zeh (30. August bis 2. September 2010)[9]
6. mit Günter Grass (14. März bis 16. März 2011)[10][11]
7. mit Eugen Ruge (17. März bis 21. März 2012)[12]
8. mit Sibylle Lewitscharoff (10. September bis 14. September 2012)[13]
9. mit Katja Petrowskaja (25. August bis 29. August 2014)[14]
10. mit Saša Stanišić (3. November bis 7. November 2014)[15]
11. mit Judith Hermann (13. April bis 17. April 2015)[16]
12. mit Lutz Seiler (31. August bis 4. September 2015)[17]
13. mit Jenny Erpenbeck (14. Juni bis 18. Juni 2016)[18]
14. mit Ilija Trojanow (4. Juli bis 8. Juli 2016)[19]
15. mit Christoph Ransmayr (26. Juni bis 30. Juni 2017)[20]
16. mit Sasha Marianna Salzmann (20. bis 23. November 2017)[21]
17. Über W. G. Sebald, (14. bis 20. Oktober 2018)[22]
18. mit Judith Schalansky, (22. bis 26. Mai 2019)[23]
19. Über das Literaturmagazin Trimaran (14. bis 16. November 2019), mit Lyrik-Übersetzern[24]
20. mit Saša Stanišić, (10. bis 13. November 2020)[25]
21. mit Anne Weber, (21. bis 23. Juni 2021)[26]
22. mit Sharon Dodua Otoo, (8. bis 11. November 2021)[27]
23. mit Jenny Erpenbeck, (30. Mai bis 2. Juni 2022)[28]
24. mit Antje Rávik Strubel, (19. bis 21. Juni 2022)[29]
25. mit Fatma Aydemir, (17. bis 19. April 2023)[30]

### Autoren und ihre Übersetzer im Gespräch
Feridun Zaimoglu traf 2007 mit seinen Übersetzern zusammen zur Arbeit an Leyla. Die mit dem Deutschen Buchpreis 2007 ausgezeichnete Autorin Julia Franck traf im Juli 2008 die Übersetzerinnen und Übersetzer ihres Romans Die Mittagsfrau. Der vielfach preisgekrönte Autor Ingo Schulze arbeitete im Mai 2009 mit 20 Übersetzern seines Romans Adam und Evelyn bei den Atriumsgesprächen zusammen. 
Der Preisträger des Deutschen Buchpreises 2008, Uwe Tellkamp, traf in der ersten Septemberwoche 2009 die Übersetzer seines ausgezeichneten Buchs Der Turm. Juli Zeh arbeitete mit ihren Übersetzern 2010 an der Übersetzung von Corpus Delicti. Im März 2011 traf Günter Grass seine Übersetzer und arbeitete mit ihnen an Grimms Wörter. Im März 2012 traf der Preisträger des Deutschen Buchpreises 2011 Eugen Ruge die Übersetzer seines preisgekrönten Romans In Zeiten des abnehmenden Lichts. 
Im Rahmen des 8. Atriumsgesprächs arbeitete Sibylle Lewitscharoff im September 2012 mit den Übersetzern ihres Werkes Blumenberg. Im August 2014 traf die Ingeborg Bachmann-Preisträgerin des Jahres 2013 Katja Petrowskaja die Übersetzer ihres Romans Vielleicht Esther. 2014 traf der Preisträger des Leipziger Buchpreises 2014 Saša Stanišić mehr als ein Dutzend Übersetzer seines Romans Vor dem Fest. Im April 2015 arbeitete die Autorin Judith Hermann mit den Übersetzern ihres Buchs Aller Liebe Anfang zusammen. Anfang September 2015 traf Lutz Seiler, der Preisträger des Deutschen Buchpreises 2014, die Übersetzer seines preisgekrönten Romans Kruso. Die Autorin Jenny Erpenbeck arbeitete im Juni 2016 mit den Übersetzern ihres Romans Gehen, ging, gegangen. 
Im Juli 2016 traf sich Ilija Trojanow mit den Übersetzern seines Buchs Macht und Widerstand. Im Juni 2017 arbeitete der Schriftsteller Christoph Ransmayr mit den Übersetzern seines Romans Cox oder Der Lauf der Zeit. Im November 2017 traf Sasha Marianna Salzmann die Übersetzer ihres Buchs Ausser sich im Rahmen des 16. Gesprächs. Zum 17. Atriumsgespräch fanden sich im Oktober 2018 die Übersetzer der Sebald-Werke ein. Im Mai 2019 gastierte Judith Schalansky mit Übersetzern in Straelen, um gemeinsam an ihrem Buch Verzeichnis einiger Verluste zu arbeiten. 
Des Weiteren trafen sich Redaktion und Herausgeber des Literaturmagazins Trimaran im November 2019 zum 19. Gespräch mit Lyrik-Übersetzern. Aufgrund der 2020 beginnenden Pandemie wurden die Straelener Atriumsgespräche der Kunststiftung NRW als Videokonferenzen durchgeführt. So wurde mit Saša Stanišić im November 2020 dessen Werk Herkunft besprochen. Darauf folgten das 21. Straelener Atriumsgespräch mit Anne Weber zu ihrem Werk Annette, ein Heldinnenepos im Juni 2021 und das 22. Straelener Atriumsgespräch mit Sharon Dodua Otoo und ihrem Debütroman Adas Raum im November 2021. Auch im Jahr 2022 wurde an der Ausrichtung via Videokonferenz festgehalten und so trafen Jenny Erpenbeck zu ihrem Buch Kairos und Antje Rávik Strubel zu ihrem Buch Blaue Frau die jeweiligen Übersetzenden. Im April 2023 wurde das 25. Atriumsgespräch mit Fatma Aydemir und ihrem Roman Dschinns veranstaltet, ebenfalls als Videokonferenz.